# Paracalicha prasinaria
Paracalicha prasinaria är en fjärilsart som beskrevs av Sato 1992. Paracalicha prasinaria ingår i släktet Paracalicha och familjen mätare. Inga underarter finns listade i Catalogue of Life.